# 拉维·库马尔·卡图卢
拉维·库马尔·卡图卢（1988年4月24日—）是一名印度举重运动员，身高1.65米。2010年参加广州亚运会，以311千克的成绩获69公斤级比赛第五名。